# Апекс (геометрия)
Апекс фигуры или тела — это наиболее удаленная от основания вершина. Например:
- В равнобедренном треугольнике апексом является вершина, образованная равными сторонами и противолежащая третьей стороне.
- В пирамиде или конусе — это вершина, противолежащая основанию.